# Raïon de Svatove
Le raïon de Svatove (en ukrainien : Сватівський район) est un raïon (district) dans l'oblast de Louhansk en Ukraine. Avec la réforme administrative de l'Ukraine de 2020, le raïon fut agrandi au détriment de ses voisins.

## Patrimoine

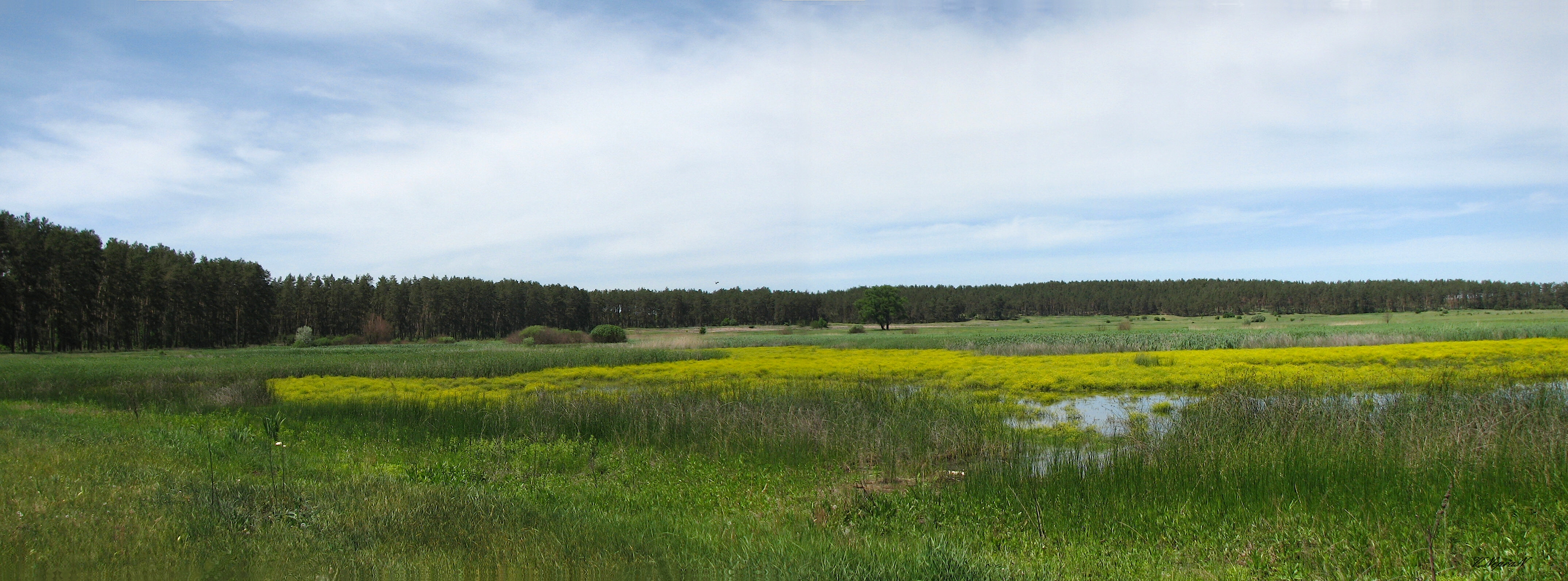
La réserve du captage de Kremin classé[1],
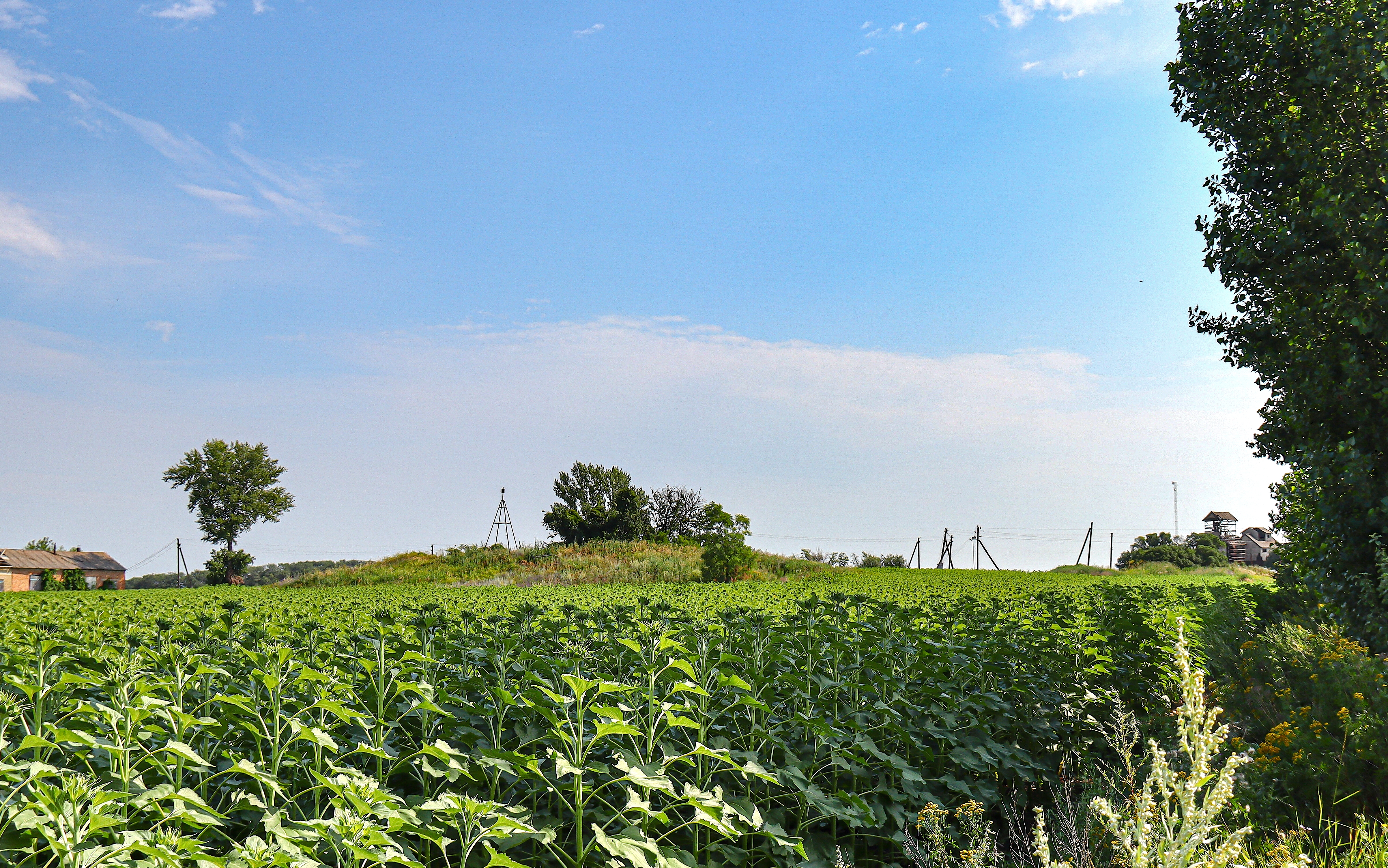
kourgane, classé[2],
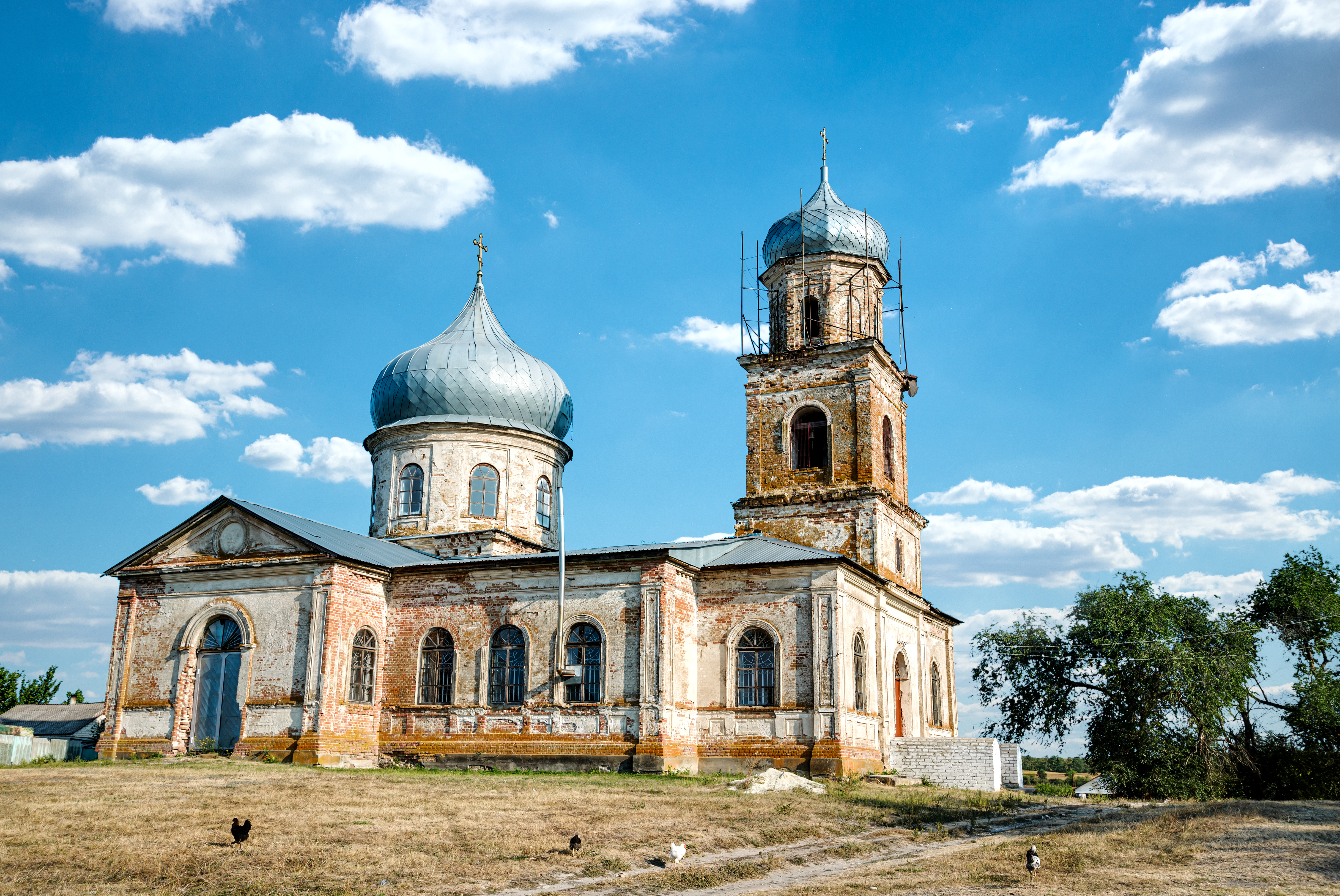
l'église st-Georges, classée[3],
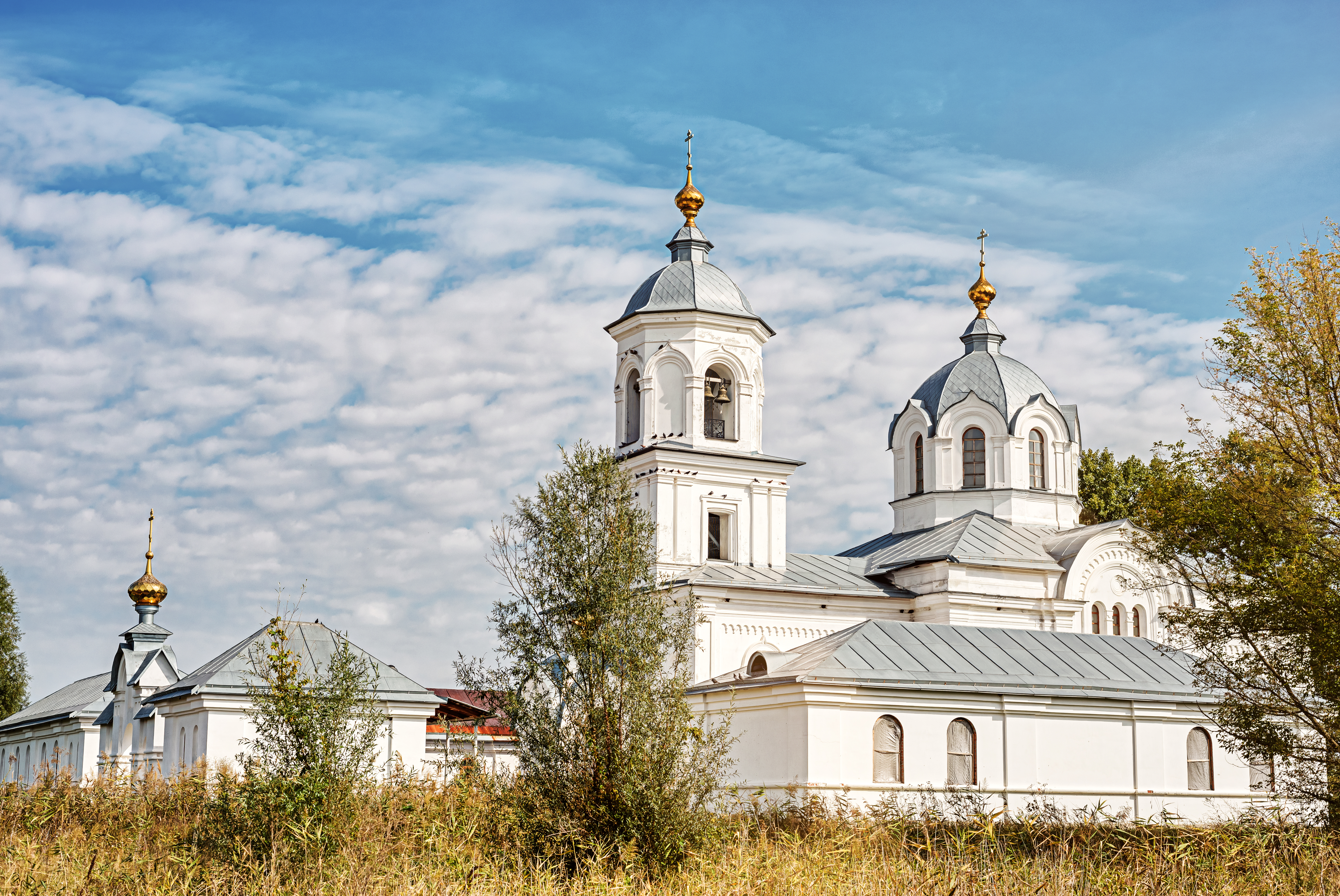
l'église Pierre&Paul, classée[4],
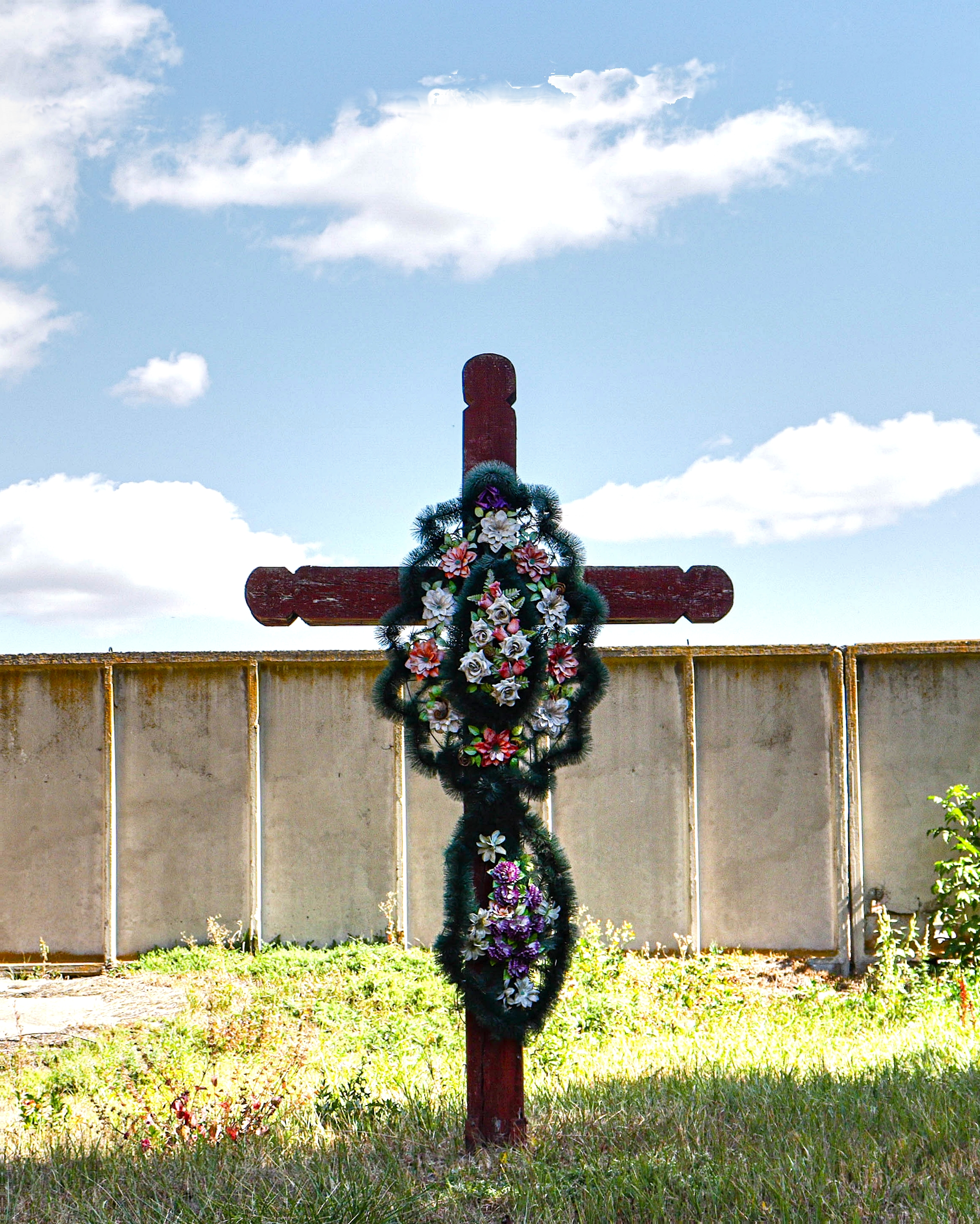
monument aux victimes de l'Holodomor, classé[5].
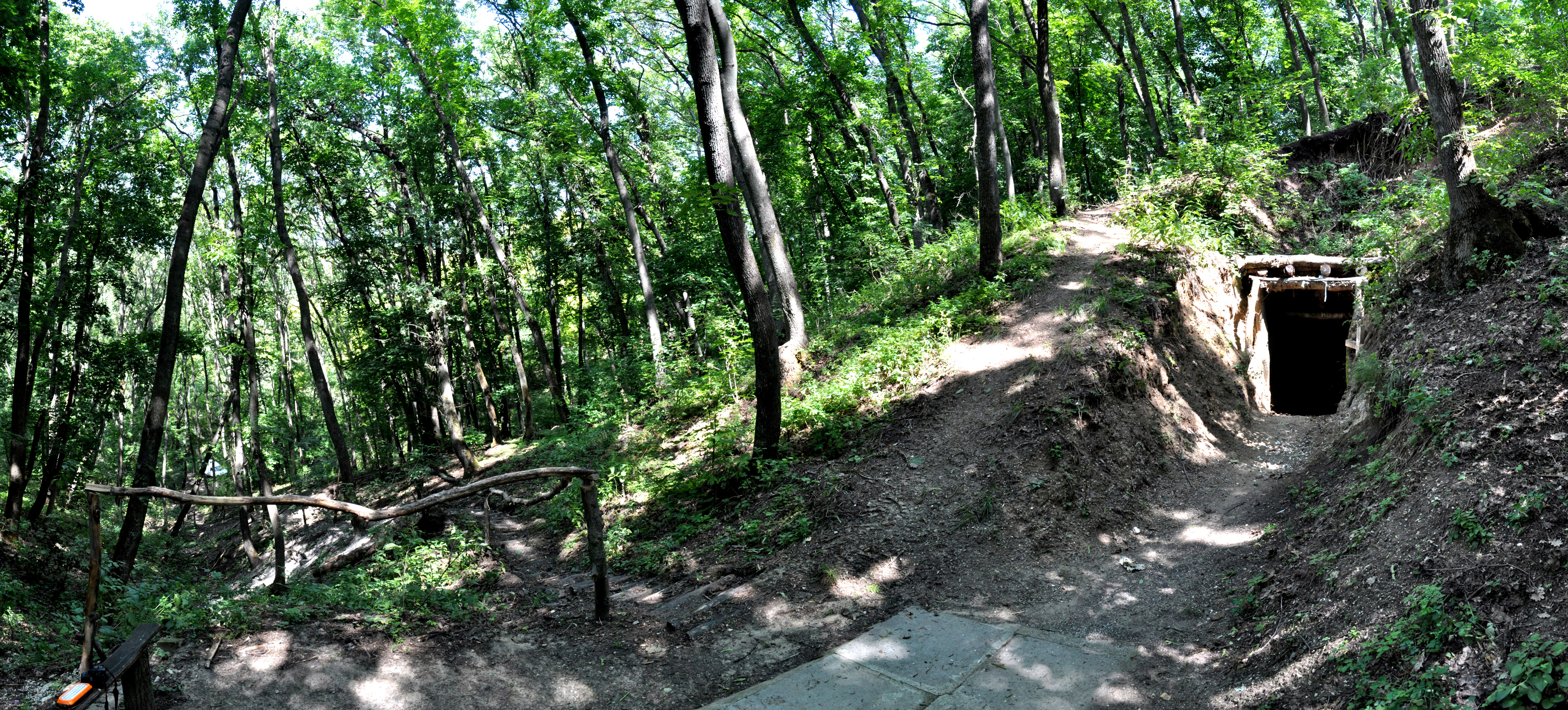
Monastère troglodyte de, classé[6].